# 奥皮奥
奥皮奥（法語：Opio，法語發音：[ɔpjo]）是法国滨海阿尔卑斯省的一个市镇，位于该省中南部，属于格拉斯区。

## 地理
奥皮奥（43°40'6"N, 6°58'54"E）面积9.47 平方千米，位于法国普罗旺斯-阿尔卑斯-蓝色海岸大区滨海阿尔卑斯省，该省份为法国东南部沿海省份，南濒地中海，西南至瓦尔省，西北接上普罗旺斯阿尔卑斯省，北部和东部与意大利接壤。
与奥皮奥接壤的市镇（或旧市镇、城区）包括：格拉斯新堡、罗克福尔莱潘、勒鲁雷、瓦尔博讷。

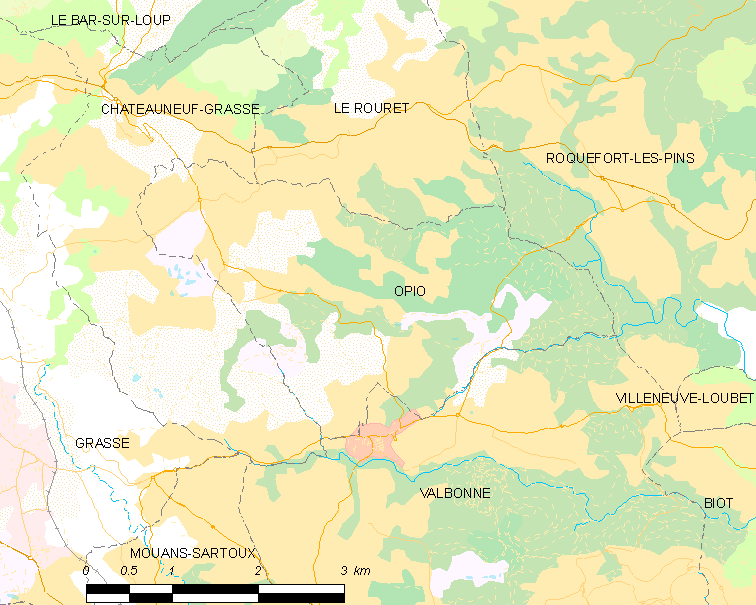
奥皮奥的OSM定位图

奥皮奥的时区为UTC+01:00、UTC+02:00（夏令时）。

## 行政
奥皮奥的邮政编码为06650，INSEE市镇编码为06089。

## 政治
奥皮奥所属的省级选区为瓦尔博讷县。

## 人口

1962-2008年间奥皮奥人口变化图示

奥皮奥于2022年1月1日时的人口数量为2408人。